# Требгаст
Требгаст (њем. Trebgast) општина је у њемачкој савезној држави Баварска. Једно је од 22 општинска средишта округа Кулмбах. Према процјени из 2010. у општини је живјело 1.660 становника. Посједује регионалну шифру (AGS) 9477158.

## Географски и демографски подаци
Требгаст се налази у савезној држави Баварска у округу Кулмбах. Општина се налази на надморској висини од 361 метра. Површина општине износи 17,1 km². У самом мјесту је, према процјени из 2010. године, живјело 1.660 становника. Просјечна густина становништва износи 97 становника/km².